# Victor Louis
Victor Louis, (nascido Nicolas Louis, Paris, 10 de maio de 1731 — Paris, 2 de julho de 1800) foi um arquiteto francês do neoclassicismo do século XVIII.

## Biografia
Em Itália conquista o Prix de Rome de 1755, organizado pela Academia Francesa. Enquanto em Roma (1756-1759), Louis desentende-se com o diretor da Academia, Charles Joseph Natoire, e este pequeno passo em falso resulta na sua consequente exclusão da Academia de Arquitetura e da participação em construções de projetos reais. Retornado a França, o seu primeiro e importante trabalho, destinada a tornar-se na sua verdadeira obra-prima, foi o Grande Teatro de Bordeaux, construído entre 1773 e 1780. Com a sua impressionante colunata de 12 enormes colunas coríntias e o seu elegante vestíbulo neoclássico e escadaria simétrica iluminada por uma cúpula de vidro, este edifício tornou-se o modelo de subsequentes construções de teatros franceses e foi o protótipo para a Palais Garnier de Charles Garnier, em Paris. Entre finais de 1786 e 1789, construiu o Castelo de Bouilh.

## Galeria

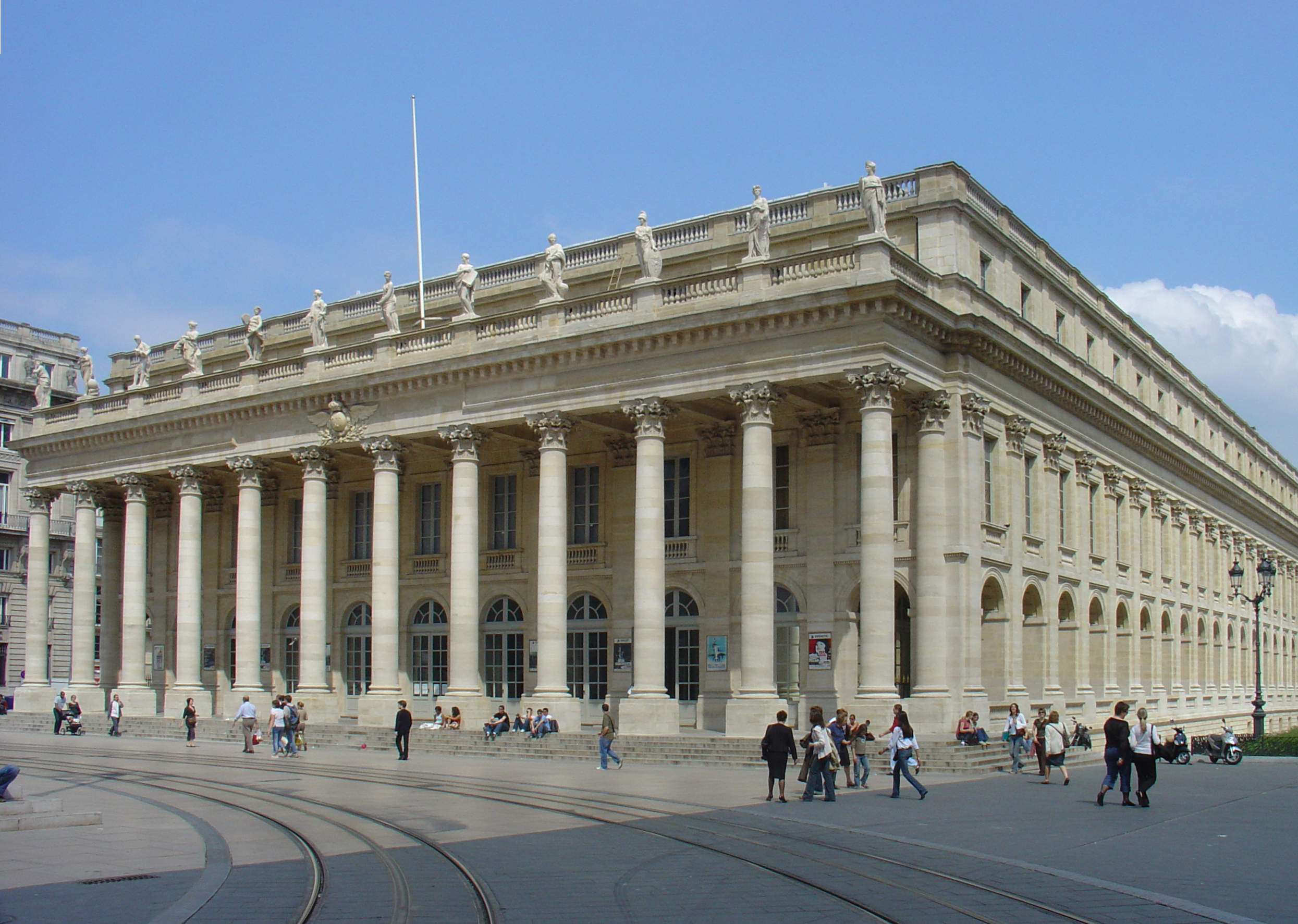
Grand Théâtre de Bordeaux
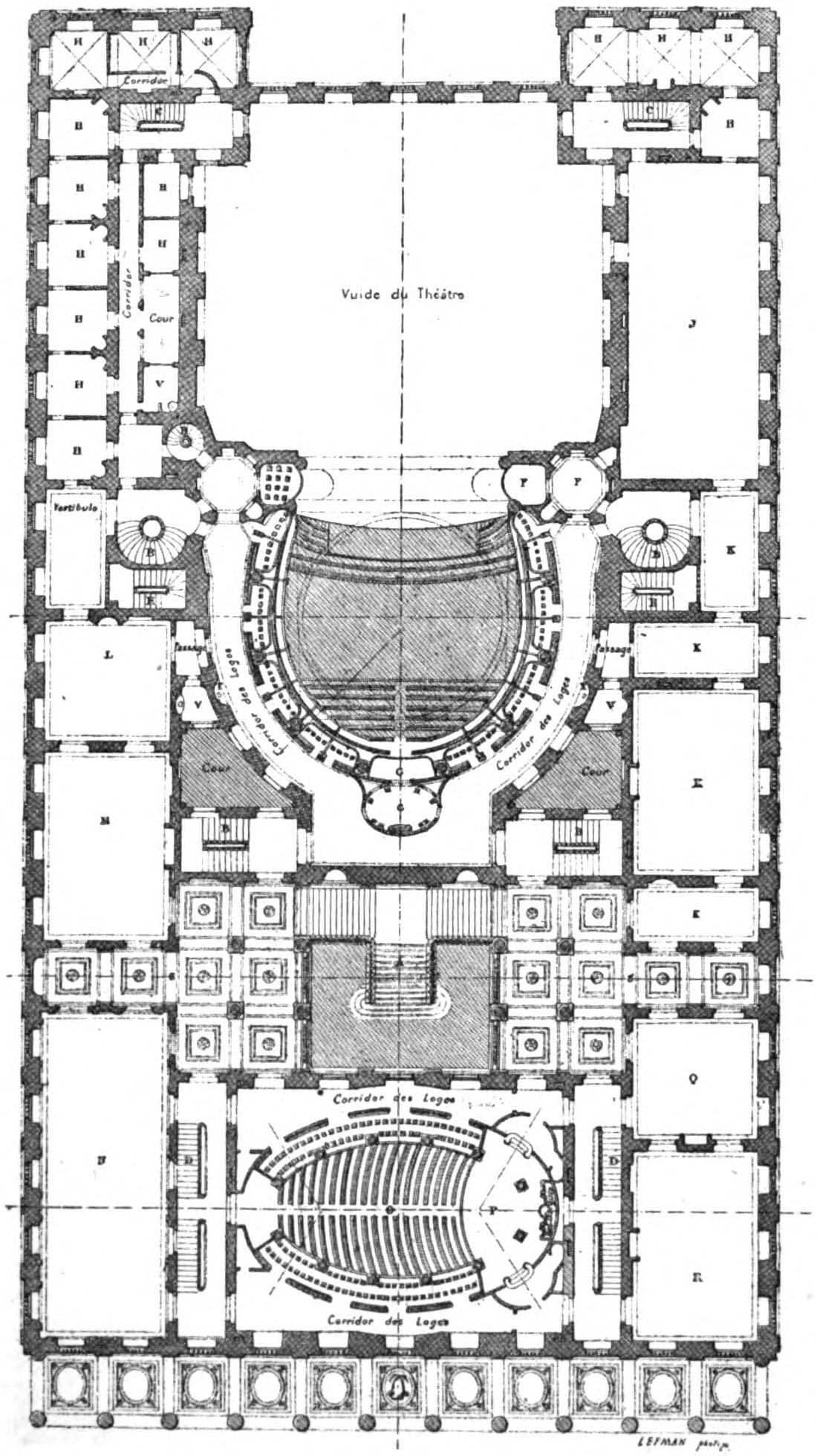
Plano do Théâtre de Bordeaux
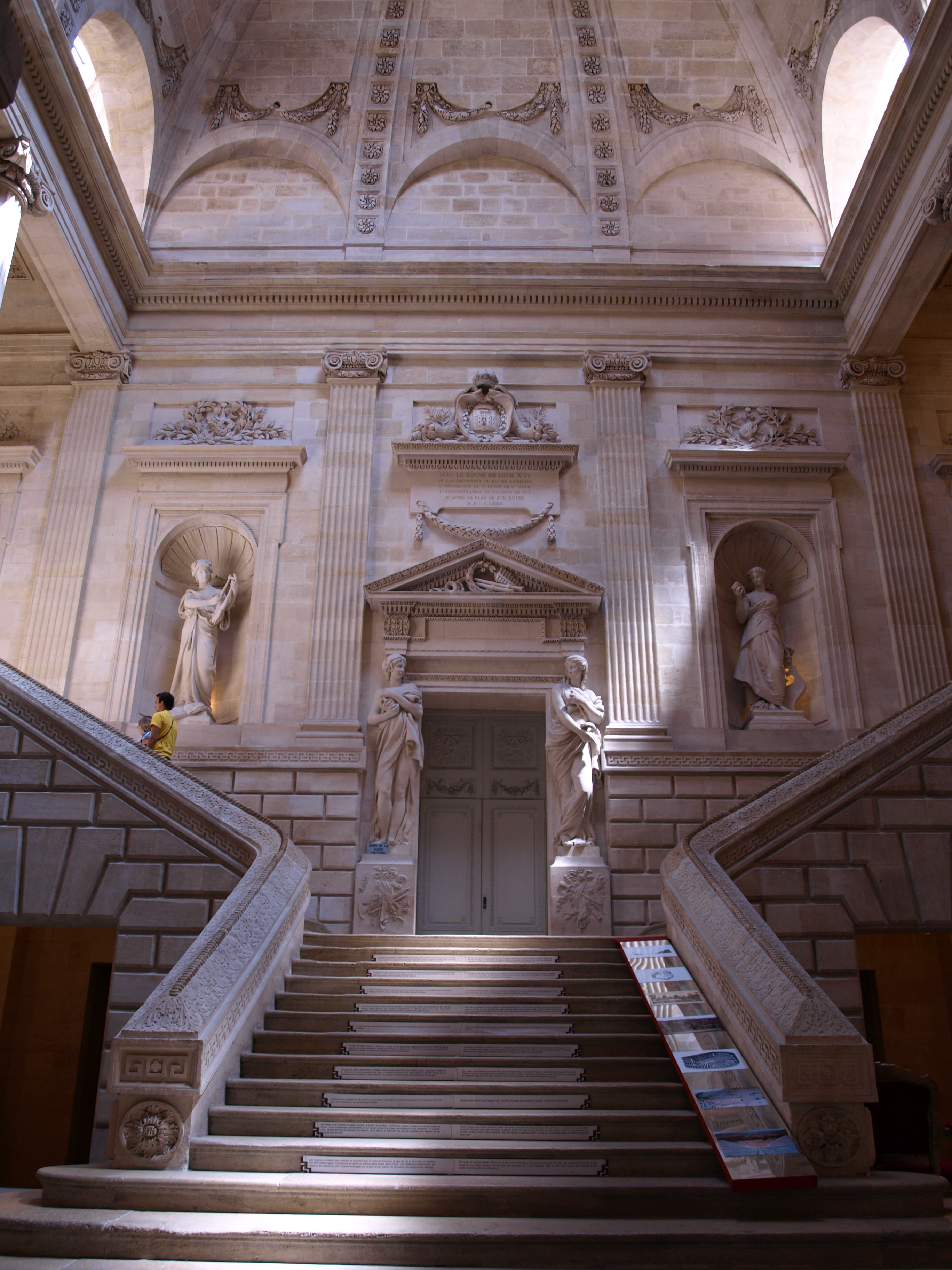
Escadaria central do Théâtre de Bordeaux
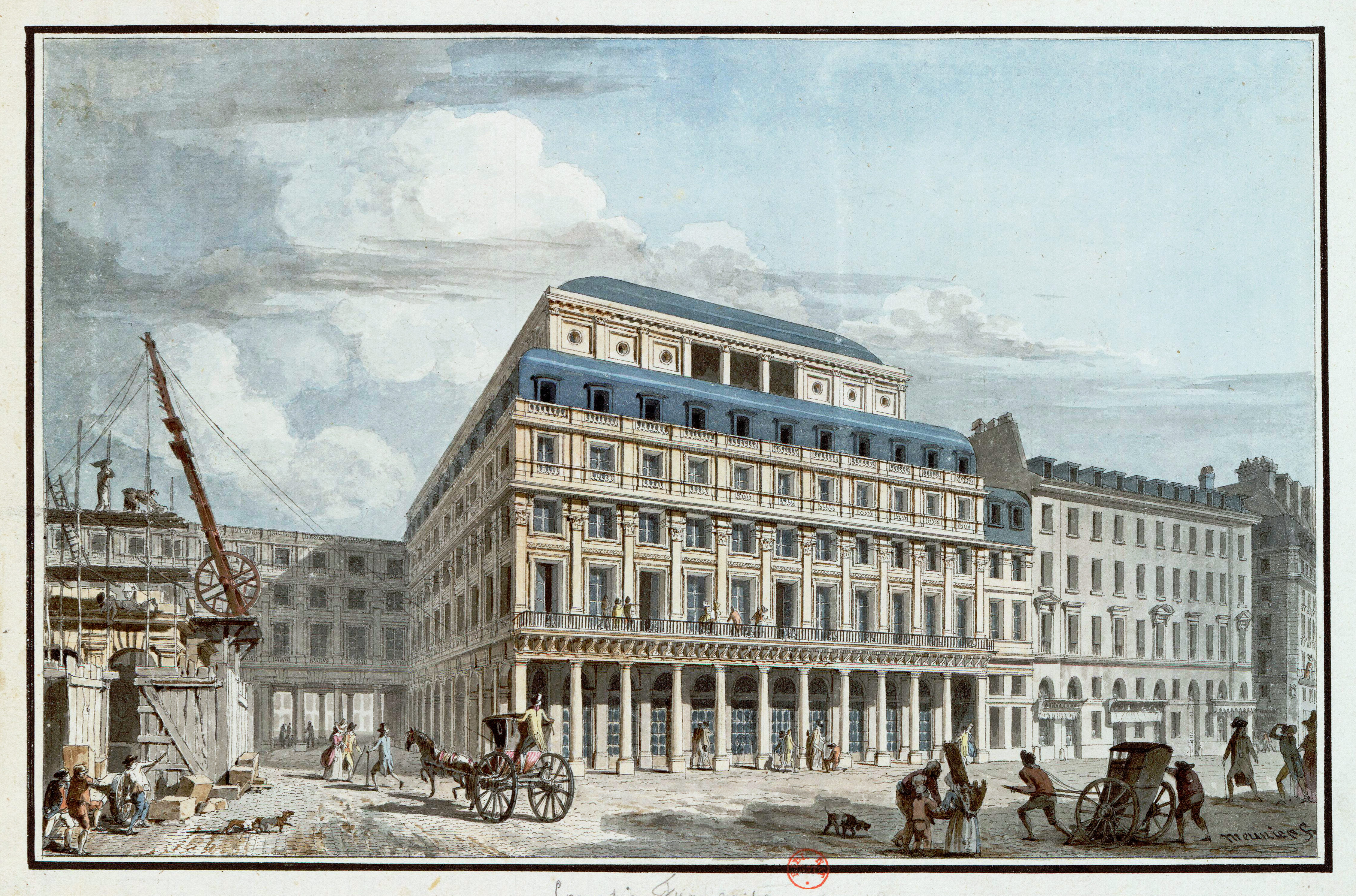
Salle Richelieu (como desenhado por Louis)
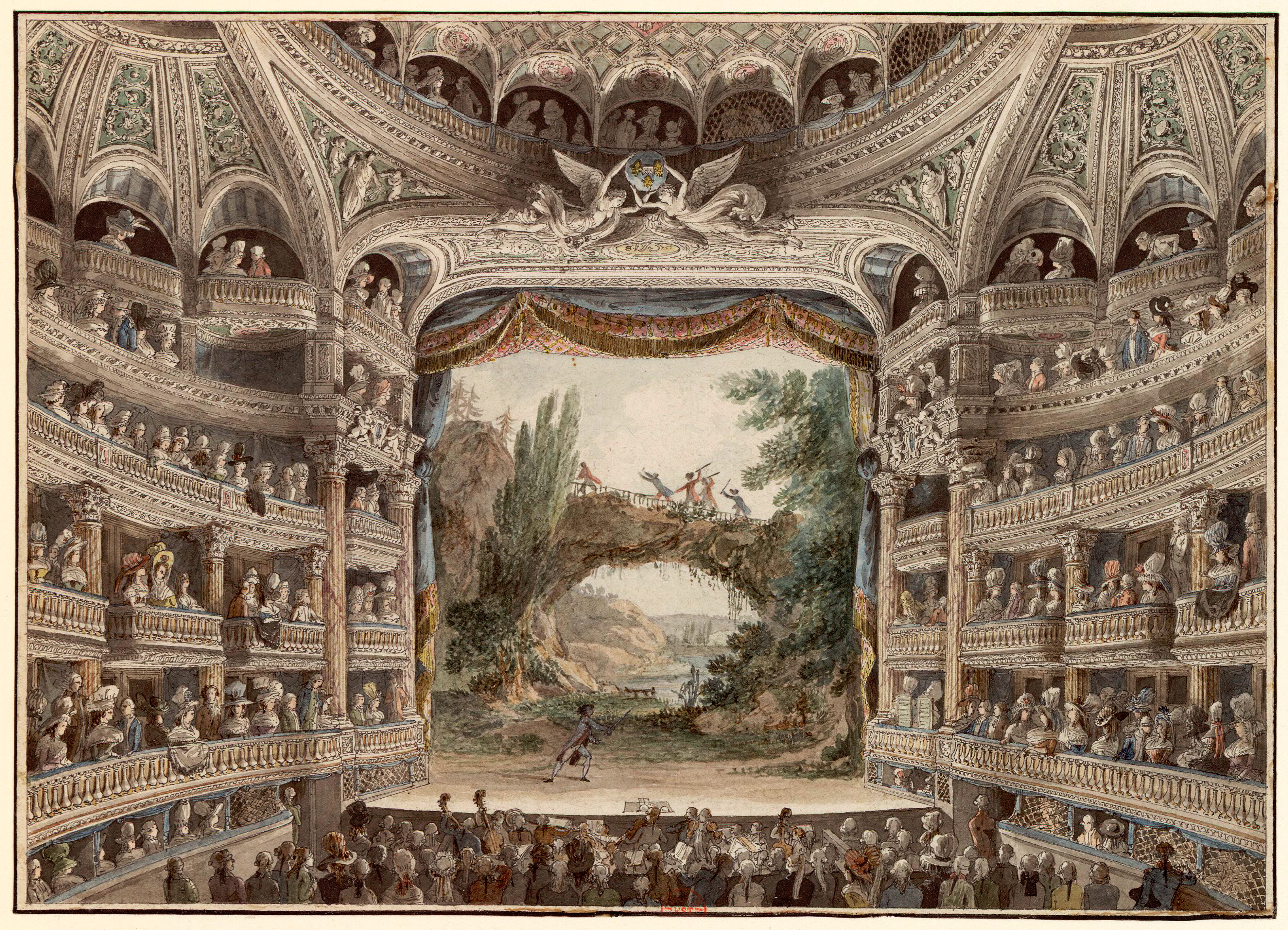
Auditório da Salle Richelieu (como projetado por Louis)
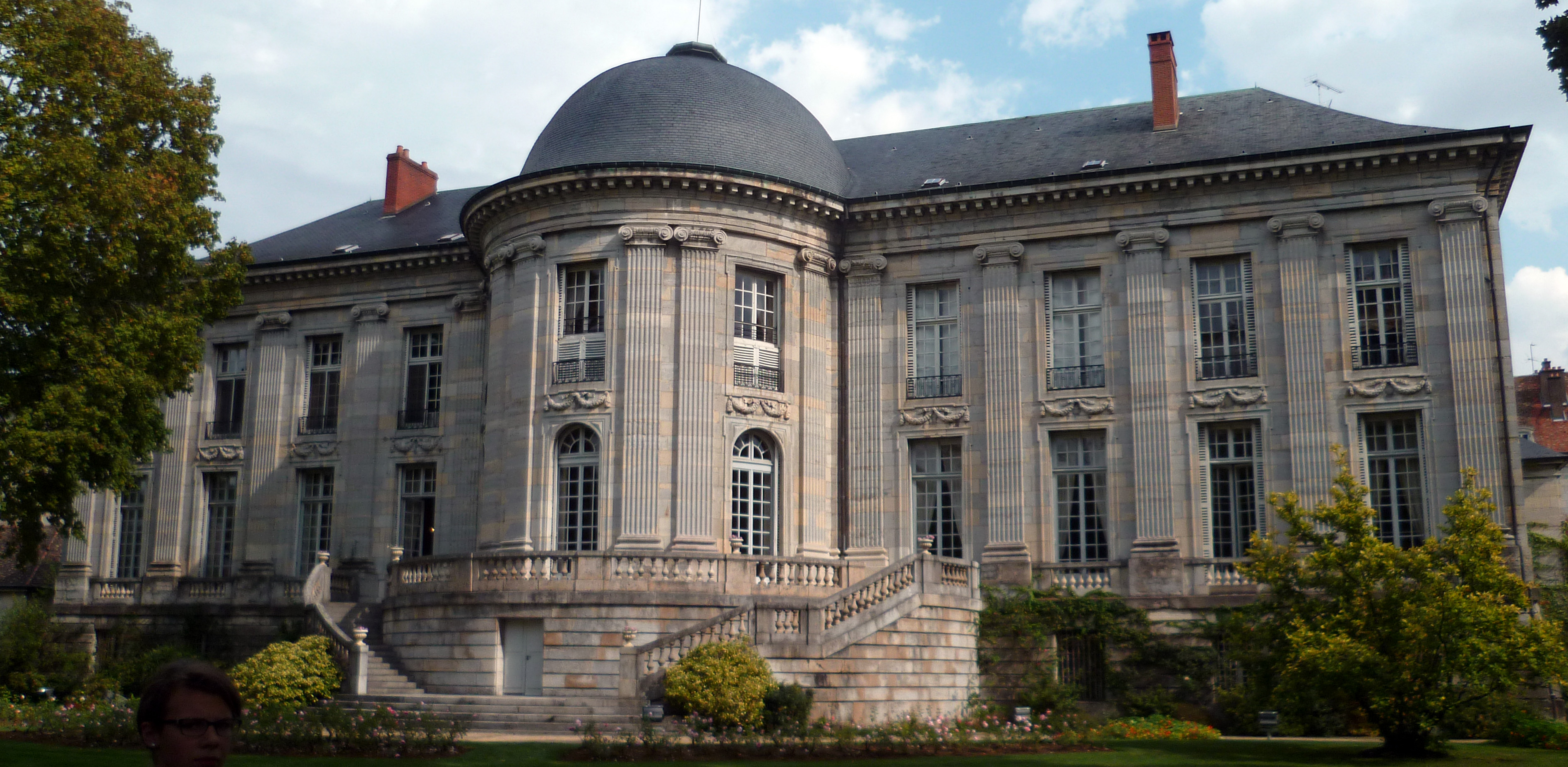
Intendance, Besançon (fachada do jardim)
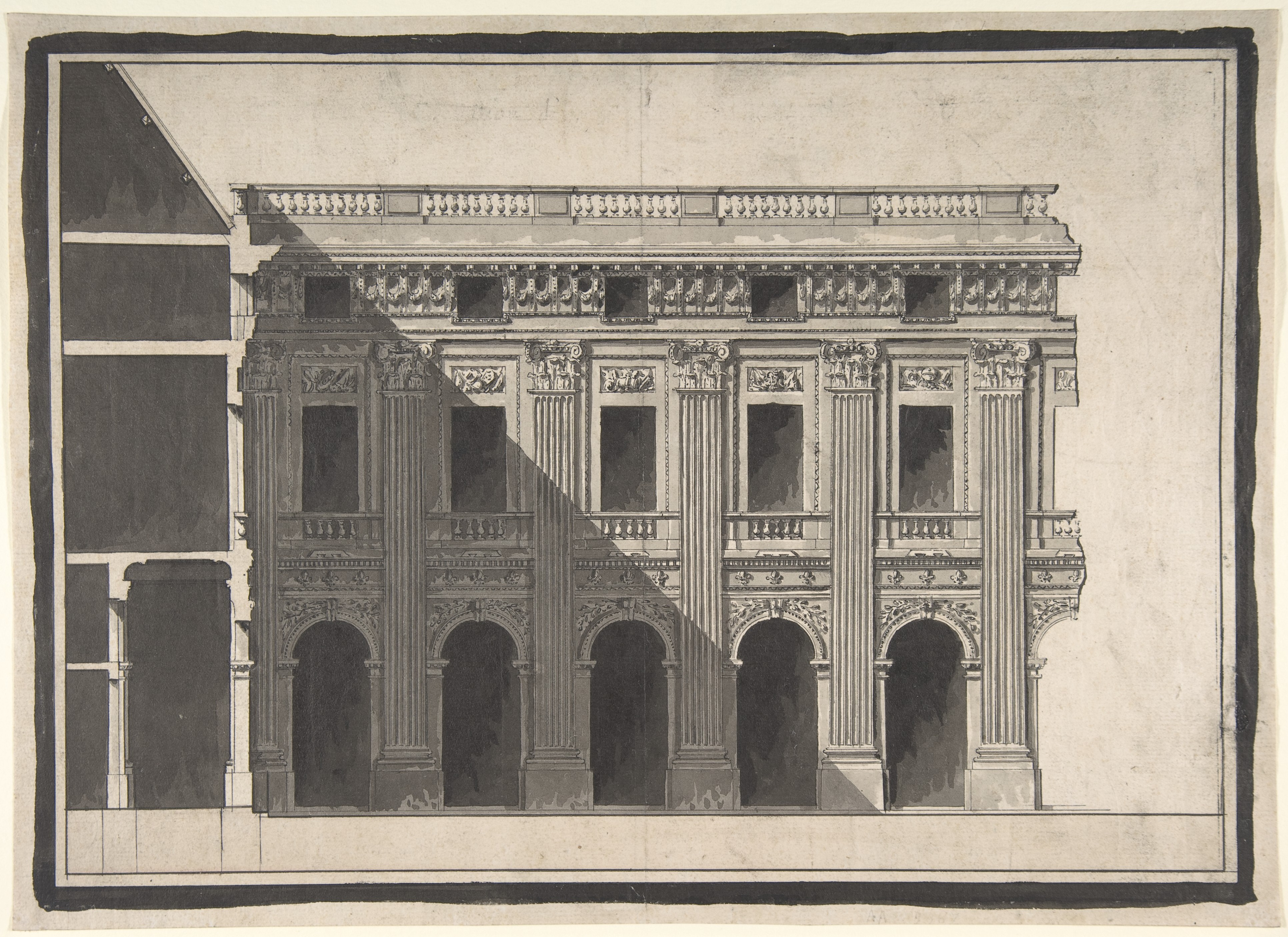
Projeto para as galerias do jardim do Palais-Royal
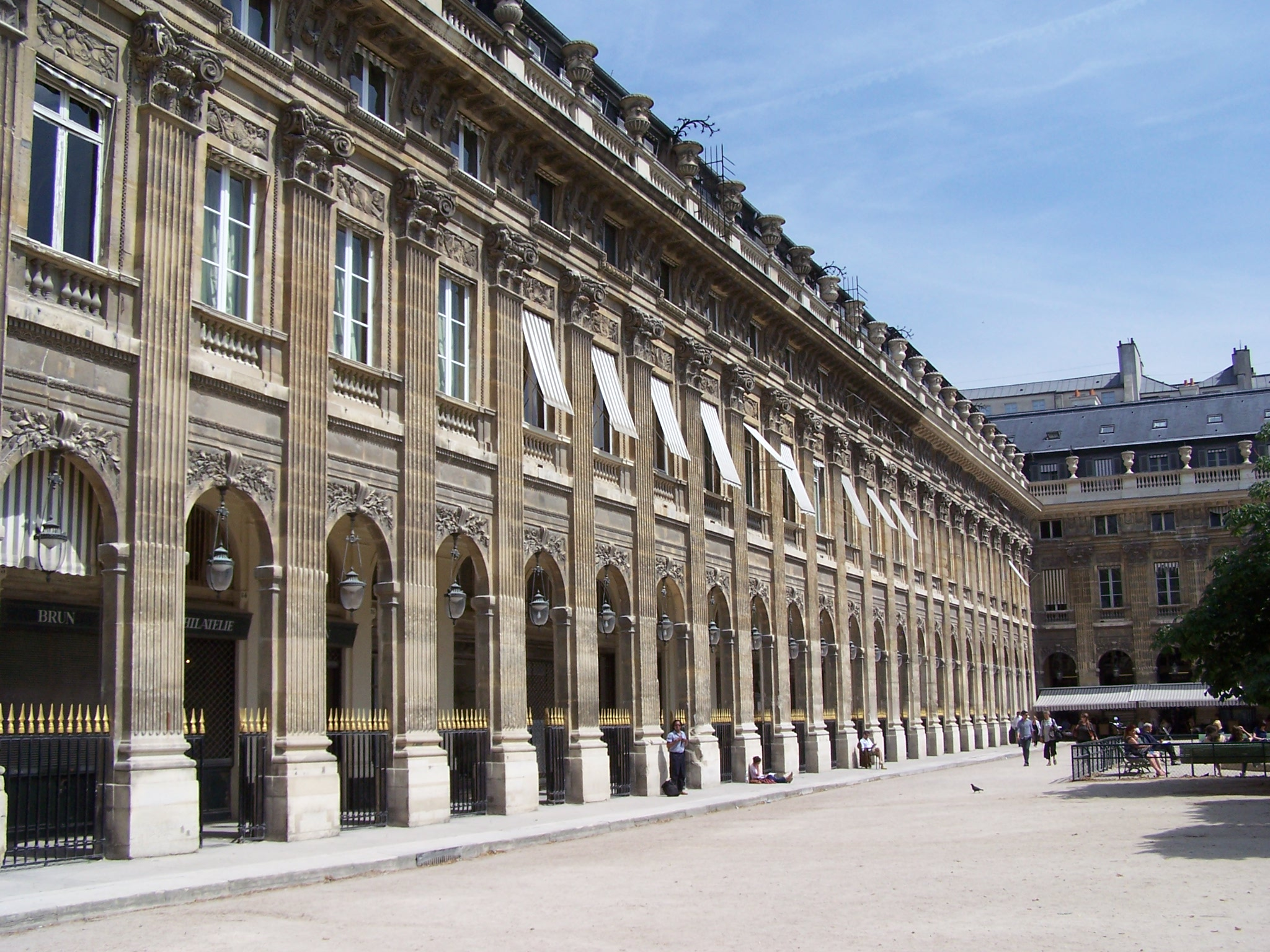
Vista em perspectiva das galerias do jardim do Palais-Royal
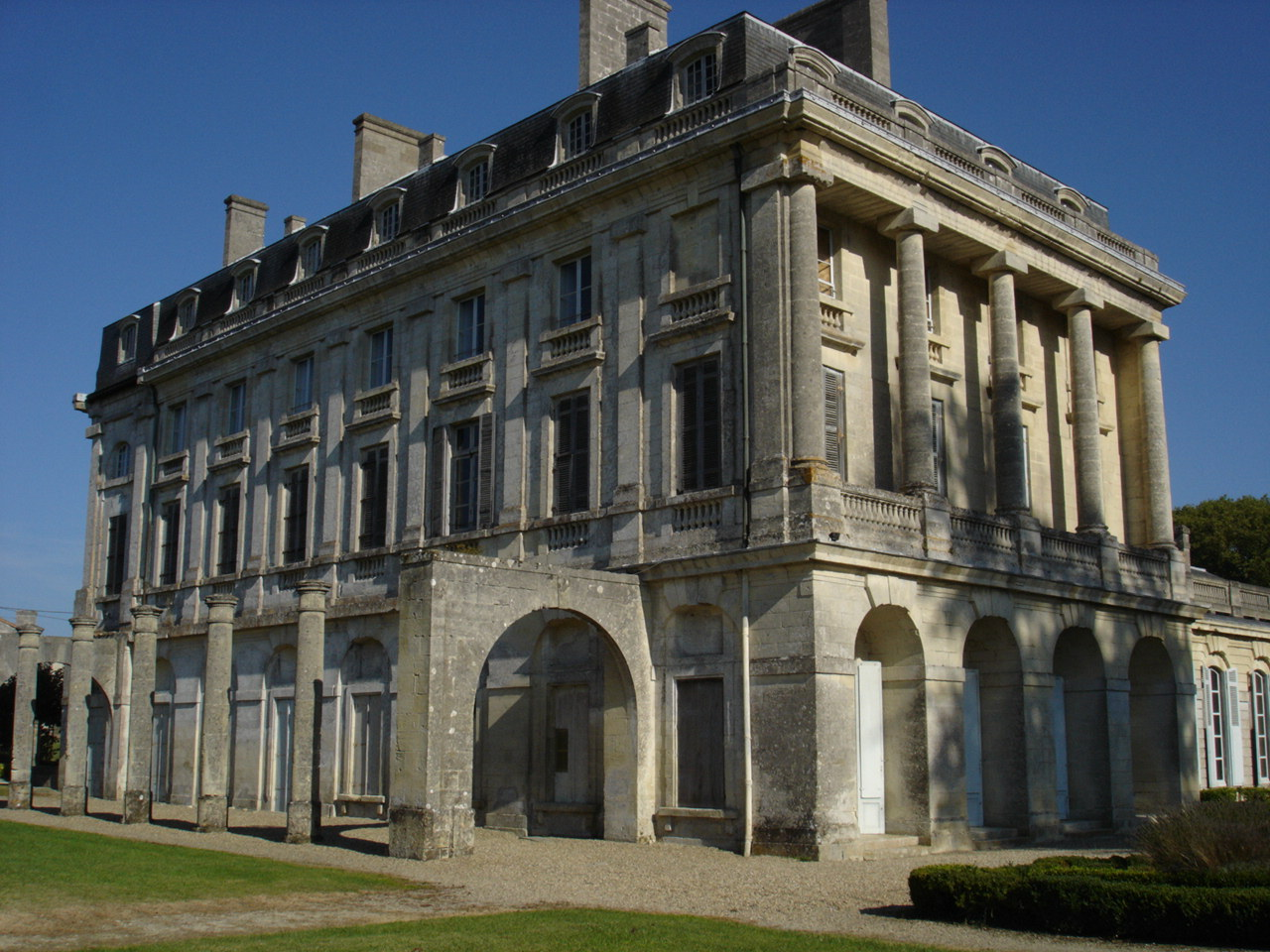
Castelo de Le Bouilh
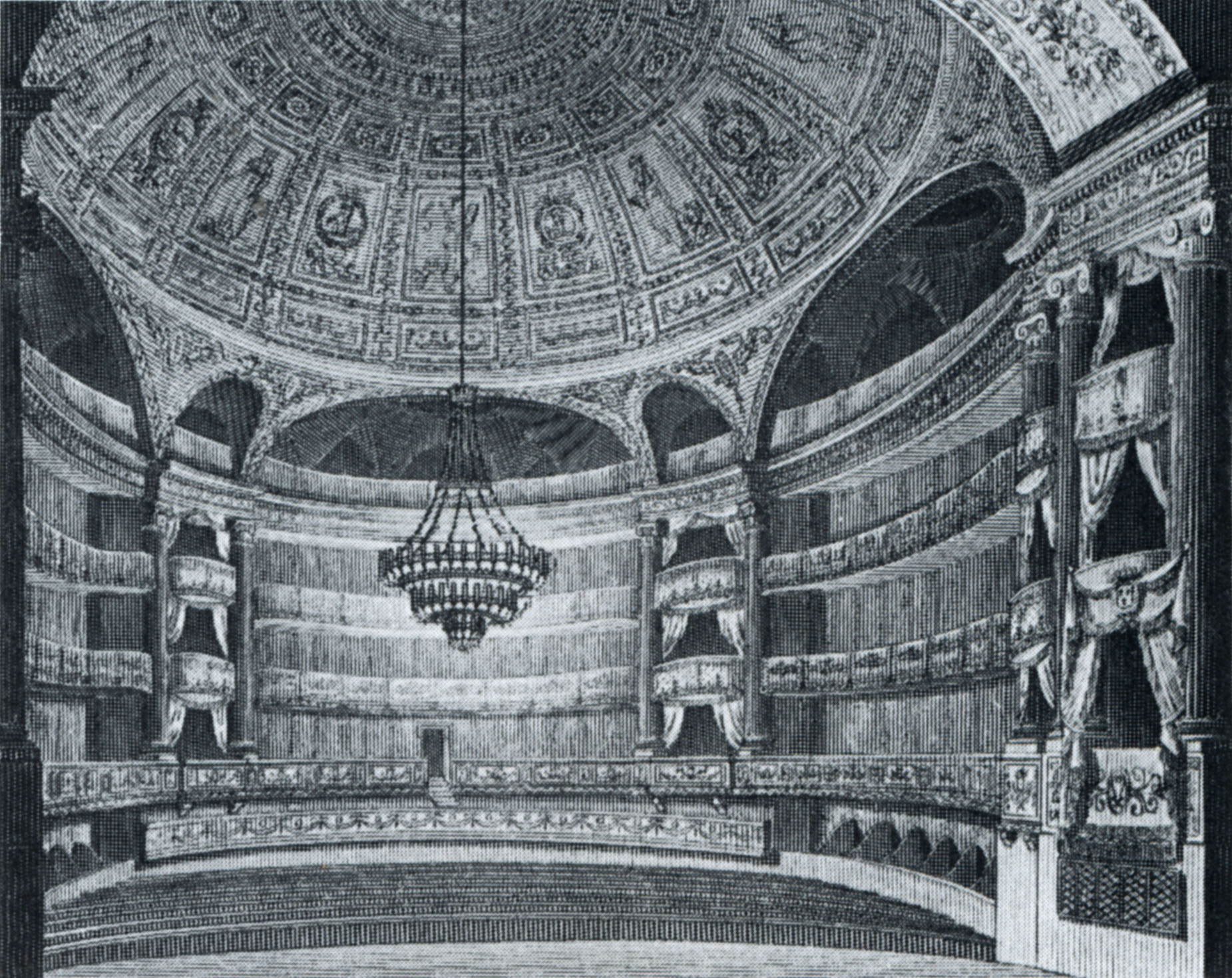
Auditório do Théâtre-National
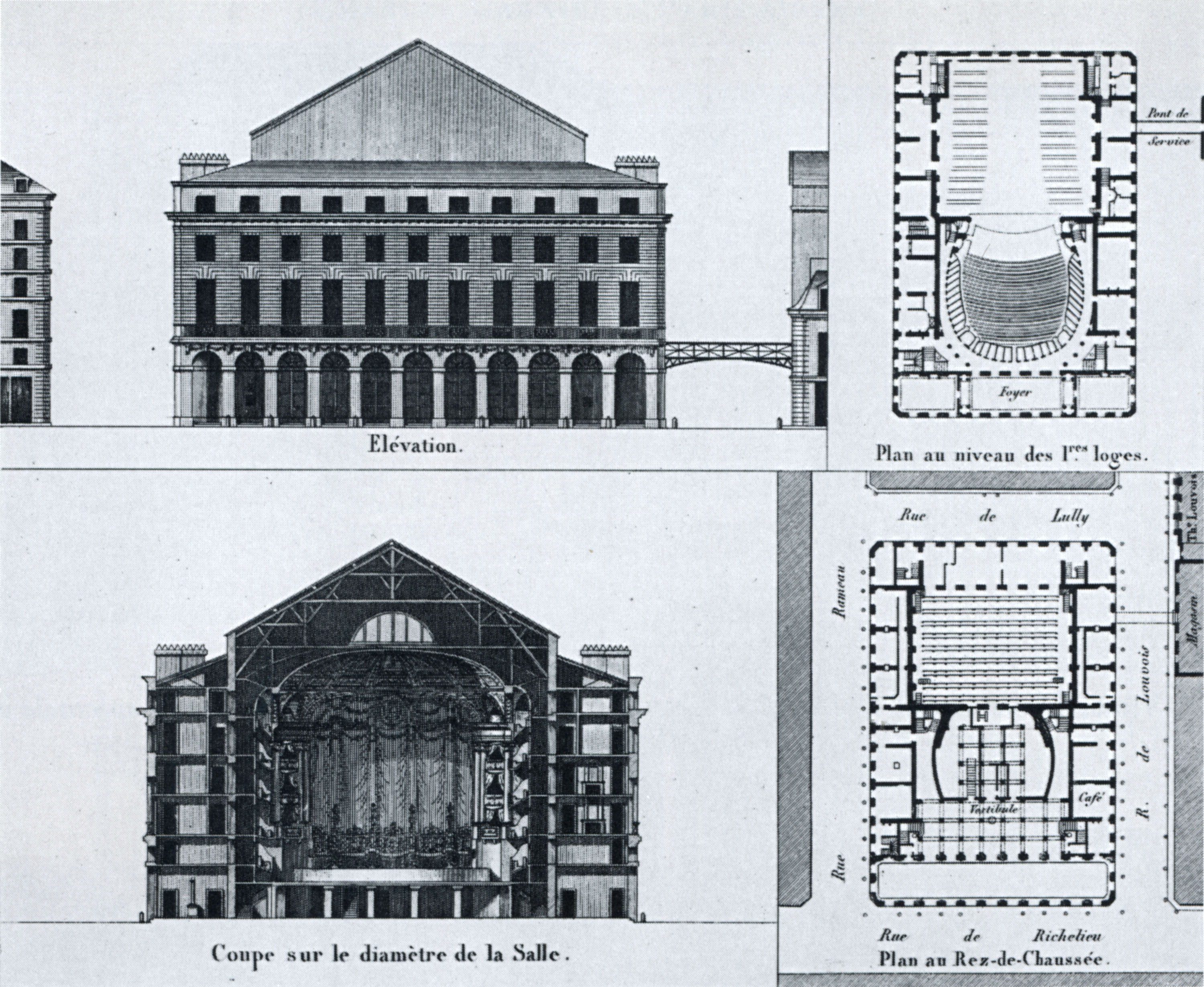
Desenhos arquitetônicos do Théâtre-National